# Vera Wang
Vera Ellen Wang (* 27. června 1949 New York) je americká módní návrhářka čínského původu, která je známá zejména pro své elegantní a sofistikované svatební šaty a kolekce. Než se začala zabývat módou, věnovala se profesionálně krasobruslení. Pak pracovala pro Vogue a Ralpha Laurena a v roce 1990 si otevřela vlastní butik se svatebními šaty a stala se tak nezávislou módní návrhářkou. Díky návrhům svatebních šatů, které nosila řada celebrit, si získala mezinárodní uznání. Svou značku časem rozšířila o konfekční módu, doplňky, vůně a domácí potřeby.

## Dětství a mládí
Vera Wang se narodila 27. června 1949 v New Yorku čínským rodičům, kteří se do Spojených států amerických přistěhovali v polovině čtyřicátých let 20. století. Její matka pracovala jako překladatelka pro OSN a otec byl úspěšný podnikatel a vlastnil farmaceutickou společnost. Má bratra Kennetha. K módě ji přivedla elegantní maminka, která ji často brala na luxusní módní přehlídky.
S krasobruslením začala v osmi letech, v létě trénovala v Denveru a po zbytek roku v New Yorku. Na střední škole trénovala s partnerem Jamesem Stuartem a v roce 1968 se zúčastnila mistrovství USA v krasobruslení. Když se nedostala do amerického olympijského týmu, rozhodla se přestat závodně bruslit.
Navštěvovala školu Friends Seminary a Chapin School, studovala dějiny umění na Sarah Lawrence College a jeden semestr strávila na pařížské Sorboně. Právě v Paříži objevila svou vášeň pro módu.

## Profesní život

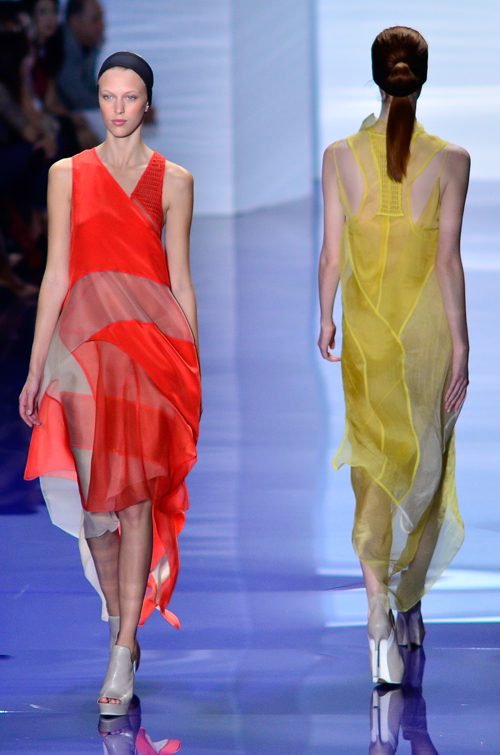
Z kolekce Very Wang jaro/léto 2014 na New York Fashion week

Hned po dokončení studia nastoupila Wang do redakce časopisu Vogue a stala se jeho nejmladší redaktorkou. V redakci zůstala 17 let. Práce byla náročná a zbývalo jí jen málo času na její sen o návrhářství. V roce 1987 odešla k Ralphu Laurenovi, pro kterého pracovala další dva roky a navrhovala pro módní dům doplňky.
Když se v roce 1989 vdávala, nebyla spokojená s nabídkou svatebních šatů na trhu, a tak si načrtla vlastní návrh a nechala si složité šaty ušít za 10 000 dolarů. Následující rok si s finanční podporou svého otce otevřela vlastní svatební butik v luxusním hotelu Carlyle na Madison Avenue v New Yorku. Zpočátku nabízela pouze šaty od jiných návrhářů. Nakonec však začala prodávat své vlastní návrhy a ty se staly tak oblíbenými, že pak prodávala výhradně vlastní modely. Během několika let rozšířila svou kolekci o šaty pro družičky a večerní šaty.
Její svatební šaty se brzy staly synonymem luxusu, elegance a sofistikovanosti a získaly si širokou popularitu mezi celebritami a nevěstami po celém světě. Wang vytvořila svatební šaty pro veřejně známé osobnosti, jako jsou Sharon Stone, Ariana Grande, Chelsea Clinton, Ivanka Trump, Alicia Keys, Mariah Carey, Victoria Beckham, Avril Lavigne, Hilary Duff, Sarah Michelle Gellar, a Khloé a Kim Kardashianovy. Mnoho celebrit obléklo večerní šaty od Very Wang při různých akcích na červeném koberci, například Viola Davis na předávání Oscarů 2012, Sofía Vergara na 65. ročníku cen Emmy[31], Halle Berry, Anjelica Huston, Meg Ryan a další.Její večerní šaty nosila také Michelle Obama.
Navrhovala také kostýmy pro krasobruslaře. Na zimních olympijských hrách oblékli její kostýmy Nancy Kerrigan (1992 a 1994), Michelle Kwan (1998 a 2002), Evan Lysacek (2010) a Nathan Chen (2018 a 2022) Navrhla také uniformy, které nosí roztleskávačky Philadelphia Eagles.
V roce 2001 uvedla na trh svou první vůni a 23. října vydala svatebního průvodceVera Wang on Weddings. V průběhu let se její podnikání rozšířilo o spodní prádlo, šperky, výrobky pro domácnost a dokonce i dezerty. V roce 2006 se dohodla s řetězcem obchodních domů Kohl's na výrobě cenově dostupnější kolekce oblečení, bot, šperků, kabelek a dalších předmětů výhradně pro Kohl's pod značkou Simply Vera.
Časopis Forbes ji zařadil na 34. místo v žebříčku nejbohatších samoživitelek Ameriky 2018, její příjmy v tomto roce vzrostly na 630 milionů dolarů. V roce 2021 figurovala v žebříčku BBC 100 žen roku.
Dne 10. září 2019 se Vera Wang po dvouleté přestávce, během níž prezentovala své kolekce pouze prostřednictvím filmů, vrátila na molo na přehlídce jaro/léto 2020 newyorského týdne módy, která se konala u příležitosti 30. výročí založení její značky. Přehlídka se setkala s velmi pozitivními ohlasy módních kritiků.

## Podnikání a obchod
V roce 1990 otevřela v New Yorku vlastní návrhářský salon, který nabízí její značkové svatební šaty. Od té doby otevřela další svatební butiky v New Yorku, Londýně, Tokiu, Sydney a Soulu a svou značku rozšířila také o kolekce vůní, šperků, brýlí, bot a domácích potřeb.
Ceny svatebních šatů se pohybují od 600 do 1 400 dolarů. V roce 2002 začala Wang pronikat do oblasti domácí módy a přišla na trh s kolekcí skla a porcelánu The Vera Wang China and Crystal Collection, v roce 2007 uvedla řadu nazvanou Simply Vera, kterou prodávala exkluzivně v obchodních domech Kohl's. V roce 2011 spolupracovala s klenotnictvím Zales na vytvoření řady zásnubních a snubních prstenů a dalších módních šperků s diamanty a akcenty modrých safírů. V roce 2012 uzavřela dohodu s oděvní společností Men's Wearhouse, která nabízí smokingy.

## Osobní život

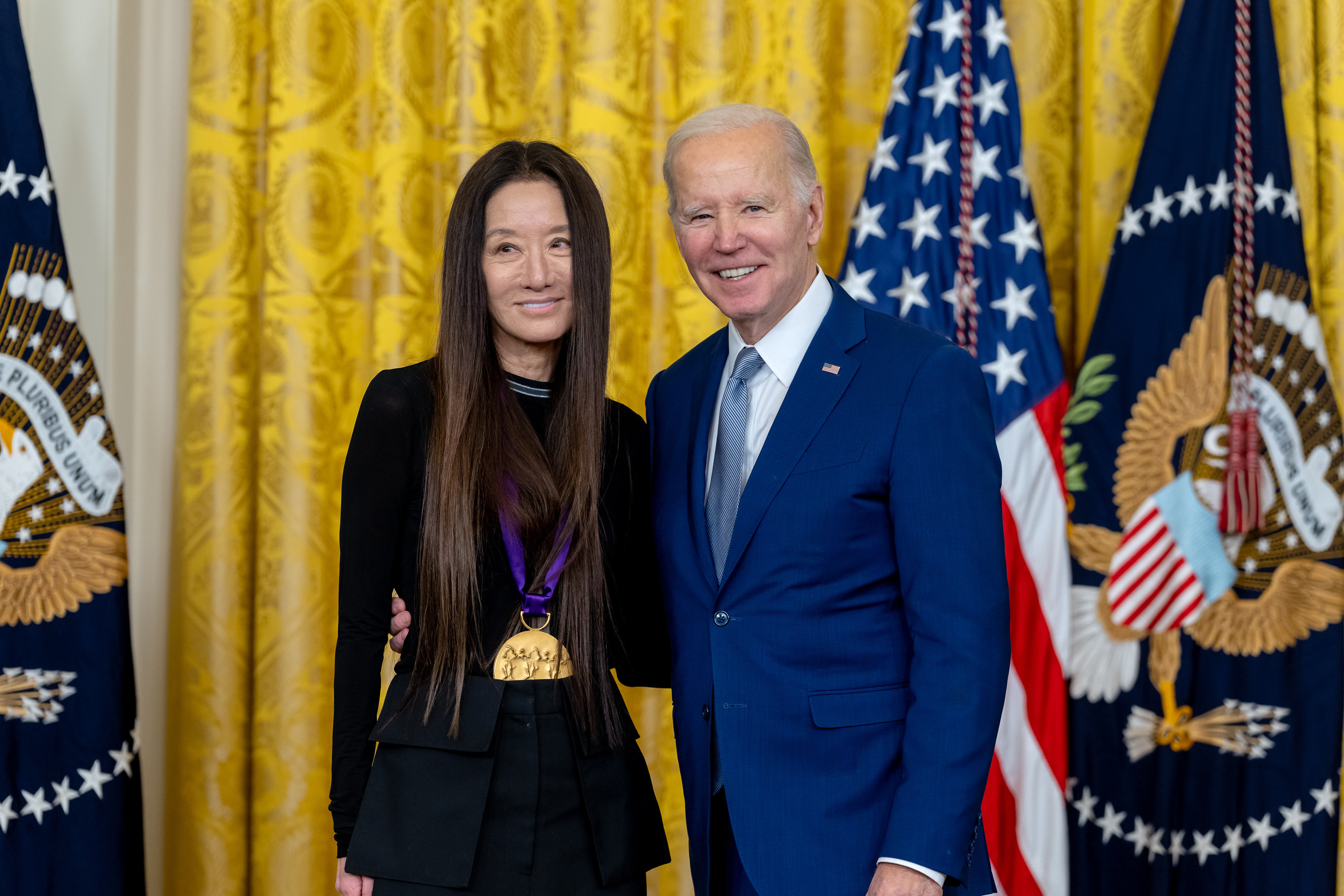
Vera Wang s prezidentem Joem Bidenem v Bílém domě při předání Národní medaile za umění a humanitní vědy za rok 2021 dne 21. března 2023

V červnu 1989 se Wang provdala za svého dlouholetého přítele investora Arthura P. Beckera. Adoptovali dvě dcery. V červenci 2012 oznámili manželé svůj rozchod.

## Ocenění
V červnu 2005 získala za ženskou módu cenu návrhářka roku udělovanou Radou amerických módních návrhářů (Council of Fashion Designers of America, CFDA). Dne 27. května 2006 obdržela za celoživotní dílo cenu André Leona Talleyho, kterou uděluje Savannah College of Art and Design. V roce 2009 byla uvedena do Síně slávy amerického krasobruslení za svůj přínos tomuto sportu jako kostýmní návrhářka. V roce 2013 převzala od CFDA ocenění za celoživotní dílo.Za svůj přínos v oblasti svatební módy získala v roce 2023 od CFDA cenu Board of Directors' Tribute. V témže roce obdržela od prezidenta Joea Bidena Národní medaili za umění a humanitní vědy za rok 2021.